# Levebrødspolitiker
En levebrødspolitiker er en nedsættende betegnelse for et folkevalgt medlem af et lands parlament (i Danmark er det Folketinget), der har valgt at være politiker som en levevej.
Nogle personer, heriblandt tidligere overvismand, professor Niels Kærgård har udtrykt bekymring over en stigende andel af professionelle politikere uden erhvervserfaring i Folketinget. Han mener at det er svært at træffe nødvendige, men upopulære beslutninger for professionelle politikere af frygt for ikke at blive genvalgt, og at det udgør et demokratisk problem. Politikere uden erhvervserfaring ved ifølge Kærgård heller ikke så meget om, hvad der rører sig ude i samfundet.